# شهرستان قاشر
شهرستان قاشر (به عربی: محلیة الفاشر) یک منطقهٔ مسکونی در سودان است که در دارفور شمالی واقع شده‌است.